# Aufbahrung der Märzgefallenen
Die Aufbahrung der Märzgefallenen ist ein Gemälde des deutschen Malers Adolph Menzel aus dem Jahr 1848. Es zeigt eine Menschenmenge auf dem Berliner Gendarmenmarkt. Die Figuren wohnen der Sargaufbahrung von Zivilisten bei, die während der Berliner Märzrevolution ums Leben kamen. Menzel hatte persönlich an der Zeremonie teilgenommen. Noch während des Ereignisses oder kurz danach begann er mit der Arbeit an ersten Vorstudien zum Gemälde. Die linke untere Ecke des Bildes ist nicht in Ölfarbe ausgeführt, weshalb es in der Forschung überwiegend als unvollendet gilt. Über die möglichen politischen oder ästhetischen Beweggründe des Malers dafür besteht unter Kunsthistorikern Uneinigkeit. Das Bild gehört zu der Gruppe der in Deutschland nur selten entstandenen Revolutionsgemälde.
Menzel folgte mit seinem Bild nicht den Vorgaben der traditionellen Historienmalerei. Es wird von der Kunstkritik einerseits als „Historienmalerei der Gegenwart“ eingeordnet, andererseits wird die Einordnung als „Historienmalerei“ auch ganz zurückgewiesen. In der öffentlichen Wahrnehmung spielte die Aufbahrung der Märzgefallenen zunächst keine Rolle, da es im Künstleratelier des Malers verblieb. Kurz vor der Jahrhundertwende wurde es nach Zürich an eine Privatgalerie verkauft und ging erst 1902 in den Besitz der Hamburger Kunsthalle über, die es erstmals der Öffentlichkeit zugänglich machte.

## Bildbeschreibung
Bei dem Gemälde handelt es sich um eine mit Ölfarbe bearbeitete, 45 × 63 Zentimeter messende Leinwand. Der Betrachter blickt leicht erhöht über eine Menschenmenge hinweg, die sich vor dem nördlichen Säulengang des Deutschen Doms auf dem Berliner Gendarmenmarkt versammelt hat. Die meisten Särge sind bereits auf den Stufen der Kirche aufgestellt worden. Sie bilden einen pyramidenförmigen, verschwommen wirkenden, dunklen Fleck, der vom Zentrum des Gemäldes etwas nach links verschoben ist. In seiner Mitte – auf der Höhe der waagerechten Horizontlinie – befindet sich der Fluchtpunkt des Gemäldes. Die zentrale Achse des Bildes wird links durch eine Gruppe Trauernder und rechts durch die Treppenmauern des Schauspielhauses hervorgehoben.
Die im Vordergrund befindliche Menschenmenge nimmt den Großteil des Bildes ein. Sie macht einem weiteren herangetragenen, hellbraunen Sarg Platz, der ebenfalls auf den Stufen des Deutschen Doms abgesetzt werden soll. Die meisten Menschen haben den Blick auf die Särge gerichtet, einige sind jedoch in Gespräche vertieft. Sie scheinen sich, wie der amerikanische Historiker Peter Paret vermutet, über die Ereignisse der letzten Tage und der Zukunft auszutauschen. Vor der Treppenmauer des Schauspielhauses sind weitere Menschen zu sehen, die die dort angeschlagenen Kundmachungen lesen.
Die Berliner Bürgerwehr hat bei dem herangetragenen hellbraunen Sarg Aufstellung genommen. Sie verwehrt Zuschauern den Zutritt in die unmittelbare Nähe der auf der Domtreppe aufgestellten Särge. Eine Gruppe aus drei Figuren, die von der Treppe des Schauspielhauses aus versucht, die Absperrung zu umgehen, wird von einem Mitglied der Bürgerwehr zurückgewiesen. Zwei davon sind bereits im Begriff, wieder umzukehren. Die dritte Person bleibt jedoch stehen und blickt zu den Särgen. Am rechten Bildrand haben sich auf den Treppenmauern des Schauspielhauses mehrere Figuren niedergelassen, wohl des besseren Überblicks wegen. Im linken Hintergrund zieren schwarz-rot-goldene Flaggen mehrere Häuser. Sie stehen als Symbole für die Forderung nach nationaler Einheit Deutschlands. Die Nationalfarben tauchen auch im Vordergrund auf: Rechts, unterhalb des hellbraunen Sargs, trägt ein kleines Mädchen lustlos eine schwarz-rot-goldene Flagge verkehrt herum und unterhält sich dabei mit einem größeren Mädchen. Neben beiden scheint ein Herr in grünem Mantel dem Betrachter entgegenzutreten. Er ist die am größten wirkende Figur des Bildes, die sich auch durch ihre dunkler gehaltene Erscheinung von der Umgebung absetzt. Die Kuppel des Deutschen Doms wird vom Bild ausgespart.
Menzel hielt die soziale Heterogenität der Menge fest; zu sehen sind Bürger, Handwerker, Studenten und Angehörige der Bürgerwehr, auch einige Frauen, Kinder und ein Arbeiter. Nach Ansicht Peter Parets sind die meisten dargestellten Personen Gruppen zuzuordnen, welche den Großteil der Barrikadenkämpfer gestellt hatten, vor allem Gesellen, Handwerksmeister und die soziale Mittelschicht. Obwohl üblicherweise bei öffentlichen Zusammenkünften Uniform getragen wurde, sind – abgesehen von den Studenten – die meisten Bürger zivil gekleidet. Die Figuren formieren sich zwar partiell um den herangetragenen Sarg, nehmen aber keine zeremoniell vorgegebene Aufstellung ein.
An der linken unteren Ecke des Bildes wurde die Unterzeichnung nicht farbig übermalt. In dem Bereich befinden sich auch die Künstlersignatur „Ad. Menzel 1848“ und zwei trauernde weibliche Figuren. Ihr Blick ist auf den Boden gerichtet. Rechts von ihnen blickt eine männliche Figur, die der Bürgerwehr angehört, zu dem gerade Richtung Kirche getragenen Sarg. Sie trägt über der Schulter ein Gewehr und nimmt eine aufrechte, stolze Pose ein. Zu ihrer linken Seite bilden mehrere Studenten ein Spalier um den Sarg. Im Vordergrund der Szene hat ein großbürgerlich gekleideter Herr seinen Zylinder gezogen. Er erweist damit dem Sarg, aber auch dem Mann der Bürgerwehr die Ehre. Sein Blick ist gleichzeitig abgewandt von dem eigentlichen Geschehen vor dem Deutschen Dom. Die Figur behält ihre linke Hand in einer Manteltasche und steht in einem leeren, halbkreisförmigen Raum.

## Entstehungsgeschichte

### Das historische Ereignis und der Künstler

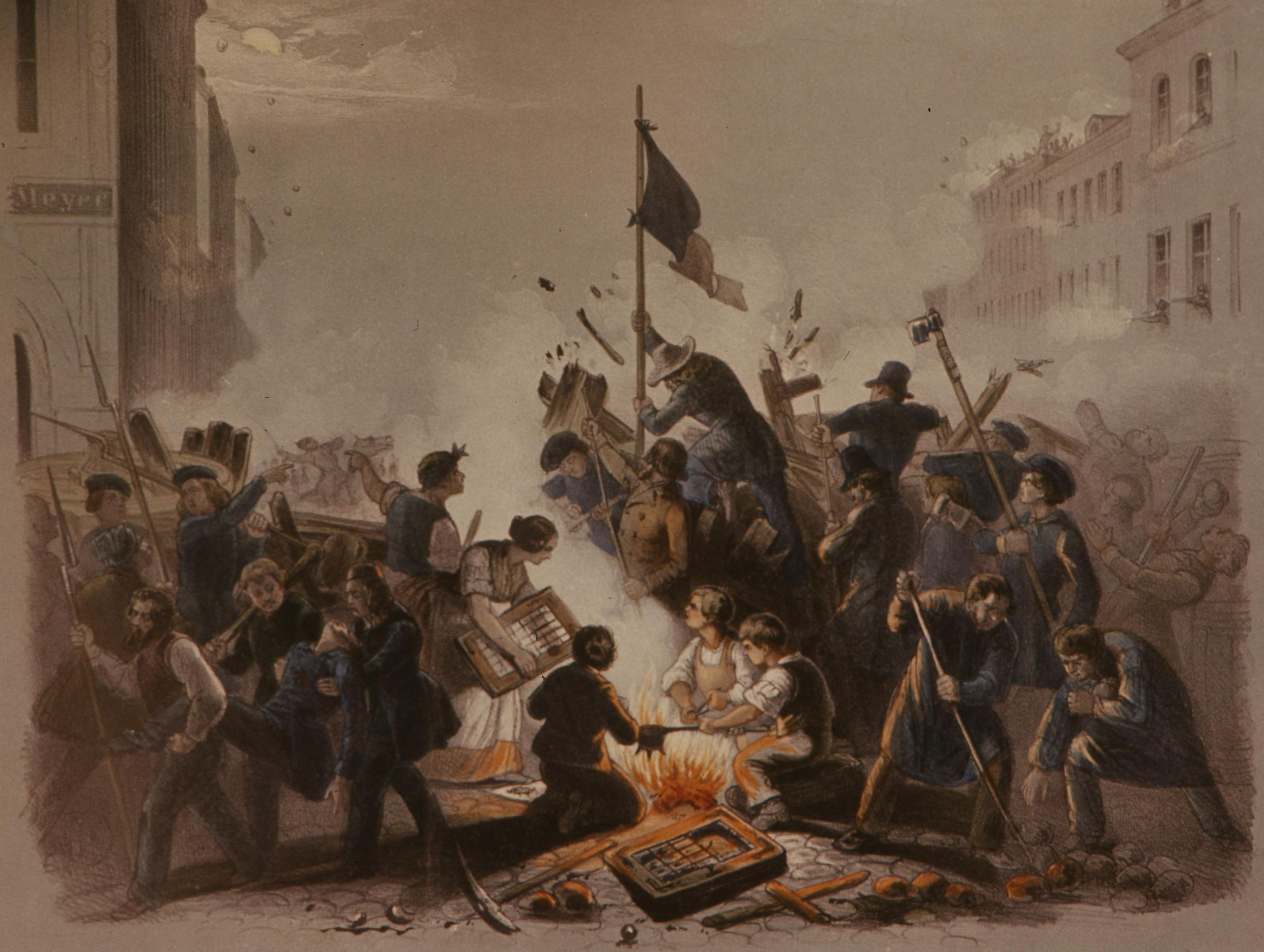
Barrikade an der Kronen- und Friedrichstraße, F. G. Nordmann, 1848

Der Maler des Bildes Adolph Menzel war einer der bedeutendsten Vertreter des Realismus, einer Stilform der ungeschönten, detailreichen Bilddarstellung. In seinem langen Leben (1815–1905) wurde der Künstler Zeuge zahlreicher soziopolitischer Ereignisse. Hierzu zählen auch die untrennbar mit dem Bild verbundenen politischen Entwicklungen des Revolutionsjahres 1848.
In diesem Jahr kam es in europäischen Hauptstädten wie Paris und Wien zu gewaltsamen Konfrontationen. Am 18./19. März ereigneten sich auch in Berlin schwere Straßenkämpfe zwischen Zivilisten und königlichen Soldaten. Ziel der Aufständischen in Berlin waren unter anderem eine freiheitliche preußische Verfassung, Pressefreiheit und ein deutscher Nationalstaat. Den Gefechten fielen mehr als 300 Zivilisten und 20 Soldaten zum Opfer. Die umgekommenen Revolutionäre gingen als sogenannte Märzgefallene in die Geschichte ein. Nachdem König Friedrich Wilhelm IV. die Situation in den Straßen Berlins nicht hatte militärisch zu seinen Gunsten entscheiden können und seine Soldaten aus Berlin abgezogen hatte, wurde die Beisetzung der Märzgefallenen organisiert.

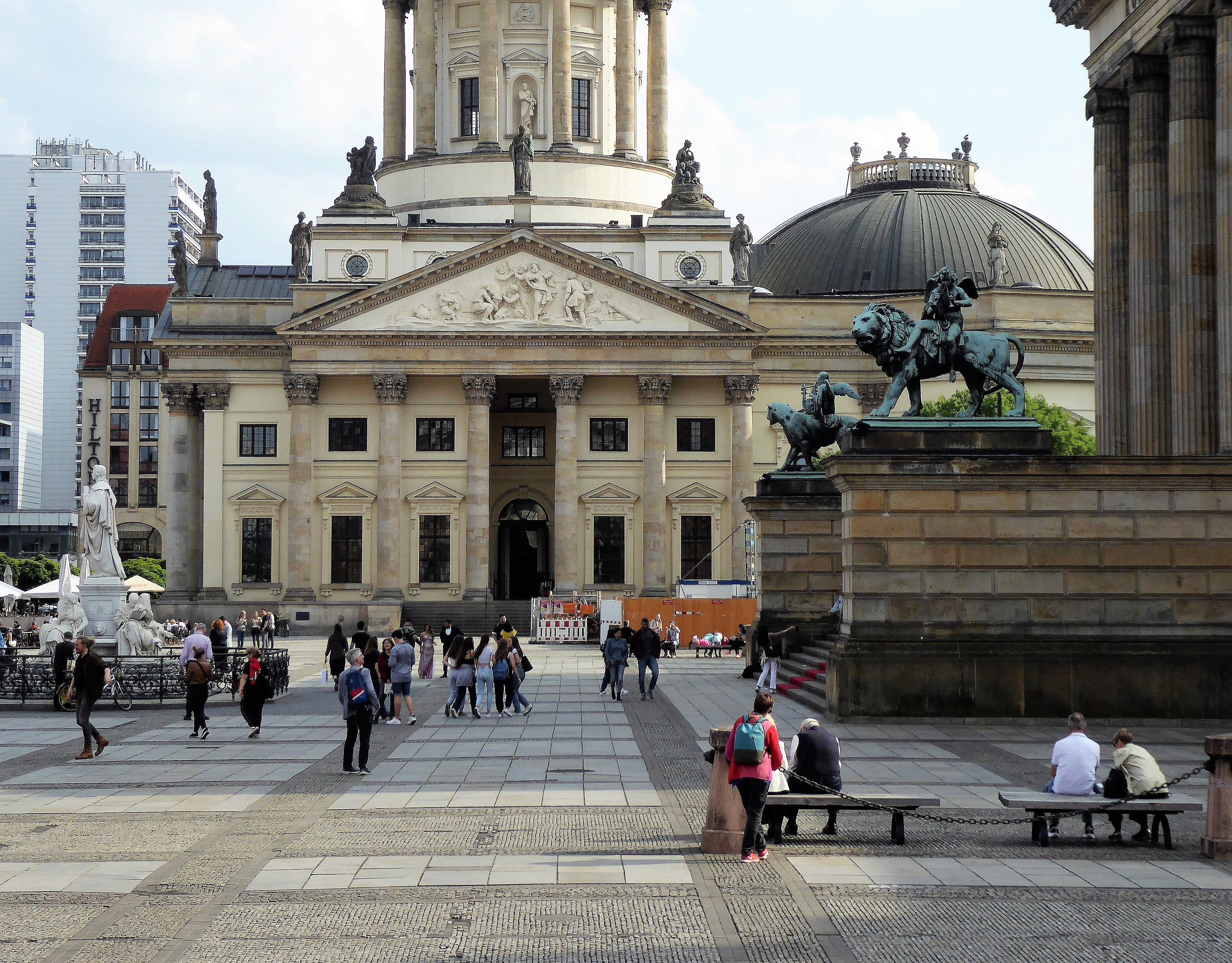
Der Gendarmenmarkt 2022, Schauplatz der Aufbahrung von 1848

Menzel hielt sich während der Kampfhandlungen noch in Kassel auf. Erst am 21. März 1848 kehrte er in die preußische Hauptstadt zurück. Am selben Tag besichtigte er die Überreste von Barrikaden und sah sich Einschusslöcher an den Wänden an. Am Morgen des 22. März 1848 nahm er wahrscheinlich an der Begräbnisfeier der Märzgefallenen teil. Die Zeremonie nahm ihren Anfang auf dem Gendarmenmarkt: Auf den Stufen des Deutschen Doms wurden die mit Kränzen und Schleifen verzierten Särge von 183 Gefallenen aufgebahrt. Menzel beobachtete diese Szene aller Wahrscheinlichkeit nach von den Stufen des Französischen Doms aus. Eben jene Perspektive zeigte er später auf dem Gemälde.
Die Versammelten drückten auf dem Gendarmenmarkt ihre Solidarität mit den Märzgefallenen aus. Sie gehörten allen Gesellschaftsschichten an, darunter waren Kaufleute, Mitglieder des Berliner Handwerkervereins, die Fabrikarbeiter des Lokomotivenherstellers August Borsig und Delegationen aus anderen Städten. Darüber, wie viele tausend Menschen an der Trauerfeier teilnahmen, gibt es unterschiedliche zeitgenössische Angaben. Nach heutigen Schätzungen waren es aber etwa 20 000 Teilnehmer. Am Mittag hielten protestantische, katholische und jüdische Geistliche Predigten im Deutschen Dom. Nach dem Ende der kurzen Gottesdienste brach der Trauerzug in Richtung des eigens angelegten Friedhofs der Märzgefallenen vor den Toren der Stadt auf. Dort wurden die Märzgefallenen in ihren Särgen beigesetzt.
Menzel schilderte seine Eindrücke seinem Freund und Förderer, dem Tapetenfabrikanten Carl Heinrich Arnold, in einem Brief wie folgt:

„Das war ein traurig feierlicher Tag, dergleichen in Berlin zu erleben, man nicht gedacht hätte. […] Über den Verlauf des großartigen Leichenbegängnisses sehen Sie die Berliner Zeitungen nach.“

Als Augenzeuge wohnte Menzel auch einem weiteren symbolischen Akt bei. Als sich die Särge dem Berliner Stadtschloss näherten, forderte die Menge den König und sein Gefolge dazu auf, vor den Märzgefallenen ehrerweisend die Kopfbedeckung abzunehmen. Menzel schrieb darüber: „So oft nun ein neuer Zug Särge vorbeikamen, trat der König baarhaupt heraus, und blieb stehen, bis die Särge vorüber waren. Sein Kopf leuchtete von ferne wie ein weisser Flecken. Es mag wohl der fürchterlichste Tag seines Lebens gewesen sein“. Aussagen wie diese belegen, dass Menzel einerseits Mitleid mit dem König empfand, sich angesichts der Ereignisse andererseits aber auch begeistert zeigte. Da Menzel auch die Gräber der Märzgefallenen in Friedrichshain zeichnete, geht der Kunsthistoriker Werner Busch davon aus, dass er den Trauerzug bis zum Ende begleitete.

### Vorstudien und Arbeit am Gemälde

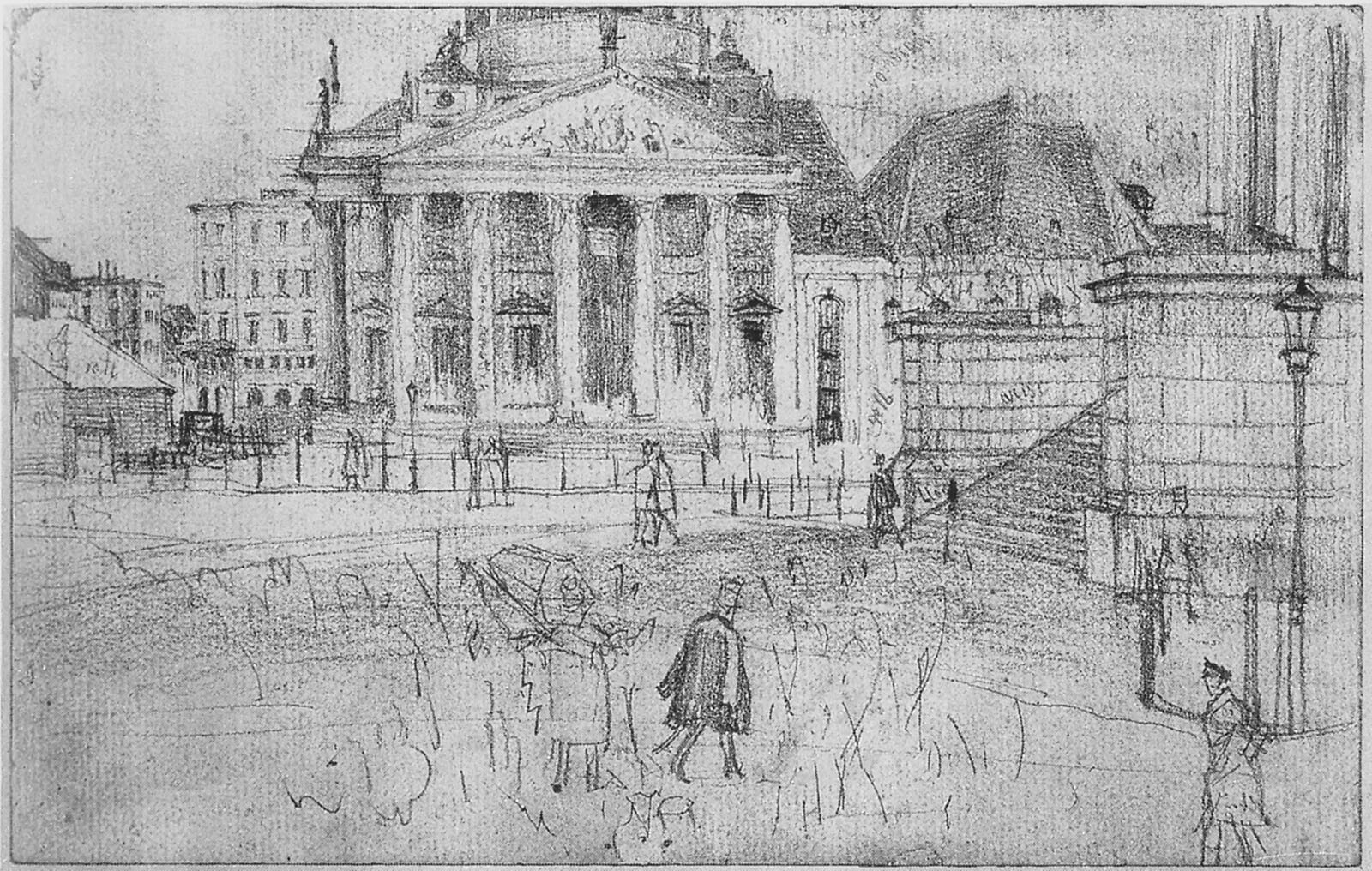
Menzels Aufbahrung der Märzgefallenen (Studie), 1848, Kupferstichkabinett, Staatliche Museen, Berlin

Der 22. März 1848 schien zunächst symbolisch für den Sieg der Revolution in Berlin zu stehen. Davon beeindruckt begann Menzel das Gemälde Aufbahrung der Märzgefallenen anzufertigen. Das Bild sollte den morgendlichen Gendarmenmarkt kurz vor dem eigentlichen Beginn der Trauerfeier zeigen. Menzel erinnerte sich noch etwa ein halbes Jahrhundert nach den Geschehnissen daran, dass er „auf den Beinen [war], fast wie ein Zeitungsreporter, um zu skizzieren“. Tatsächlich haben sich in dem Skizzenbuch des Künstlers mehrere Bleistiftzeichnungen erhalten. Mit ihnen lässt sich der Entstehungsprozess des Gemäldes nachvollziehen. Der Großteil dieser Vorstudien zeigen vor allem architektonische Elemente des Gendarmenmarktes. Auf die noch wenigen im Vordergrund stehenden menschlichen Figuren wird nur mit Strichen verwiesen. Die aufgebahrten Särge der Märzgefallenen kommen in den Zeichnungen noch nicht vor. Nur ein zum Deutschen Dom getragener Sarg ist bereits zentral im Bild zu erkennen. Die Skizze zeigt noch mehrere Passanten, die den Gendarmenmarkt offenbar überqueren wollen. Sie ließ Menzel im Gemälde weg.
Wann Menzel mit den Vorarbeiten zum Gemälde begann, ist Gegenstand einer Debatte unter Kunsthistorikern. Werner Busch nimmt an, dass die der Forschung bekannten Zeichnungen erst nach der Begräbniszeremonie entstanden. Er begründet seine Vermutung mit dem Fehlen von Flaggen und aufgebahrten Särgen, die während der Zeremonie noch zu sehen gewesen waren. Beide Elemente treten erst in der Ölfassung wieder in Erscheinung. Es sei wahrscheinlicher, dass Menzel während des Ereignisses selbst mit der Skizzierung von Personengruppen auf dem Gendarmenmarkt beschäftigt war. Die dazugehörigen Vorarbeiten gingen jedoch verloren. Christopher B. With geht von anderen Entstehungsumständen aus: Die ersten nur flüchtig ausgeführten Vorarbeiten sprechen ihm zufolge dafür, dass Menzel während der Begräbniszeremonie emotional zu überwältigt war, um bereits Details wie Personengruppen auf dem Gendarmenmarkt zeichnerisch festzuhalten. In der Konsequenz hätte er das Gemälde wesentlich aus der Erinnerung schaffen müssen.

### Menzels Motivation
Hoch umstritten sind Menzels Motive bei der Entstehung des Bildes. Die Frage besteht darin, ob oder inwieweit er eine politische Botschaft bezweckte. Peter Paret misst der Aufbahrung der Märzgefallenen keine von Menzel beabsichtigte politische Bedeutung bei. Vielmehr sei das Bild ein „Werk von auffallender Unparteilichkeit“. Vergleiche mit schriftlichen Beschreibungen des Ereignisses würden nahelegen, dass Menzel den Moment genau so festhielt, wie er sich tatsächlich zutrug. With meint, dass Menzel eine Kompromisslösung zwischen der miterlebten Wirklichkeit des Ereignisses und einer politischen Botschaft anstrebte. Für den Versuch einer Annäherung an die Realität beruft sich With auf mehrere Gemeinsamkeiten zwischen der Bleistiftzeichnung und dem späteren Gemälde. So steht bereits in der Bleistiftzeichnung die Mehrzahl der Personen im Vordergrund. Auch der Bildausschnitt entspricht dem des Gemäldes. Gleichzeitig sei das Gemälde aber auch als eine politische Botschaft entstanden. Es sei Menzel darum gegangen, Kritik an der Herrschaft Friedrich Wilhelms IV. zu üben. Mit den Särgen werde an die blutige, vom König verschuldete Eskalation erinnert. Die verschiedenen dargestellten sozialen Gruppen sollten eine revolutionäre Geschlossenheit zum Ausdruck bringen. Dieser Einschätzung schließt sich teilweise auch Claude Keisch an. Der Kunsthistoriker hält allerdings die „Utopie einer sozialen Eintracht“ für zentraler als konkrete demokratische Ideale: Das Bild zeige bezeichnenderweise gerade nicht die Szene, bei welcher der preußische Monarch vom Balkon des Berliner Stadtschlosses aus den Märzgefallenen die Ehre erwies, sondern die Anwesenheit sämtlicher sozialer Gruppen während der Sargaufbahrung auf dem Gendarmenmarkt.
Für Werner Busch spricht die möglichst realistische Darstellungsweise dagegen, das Gemälde als ein „politisches Bekenntnisbild“ zu deuten. Vielmehr habe Menzel versucht, die „widerstreitenden Impulse [der …] Ordnung und Unordnung“ einer versammelten Menschenmenge einzufangen: Einzelne Personengruppen seien zwar zu erkennen, bilden aber keine klaren Einheiten. Ein Ordnungselement sei hingegen der Bereich der schwarzen Särge vor dem Deutschen Dom. Er akzentuiert die waagerechte Mittelachse des Gemäldes.

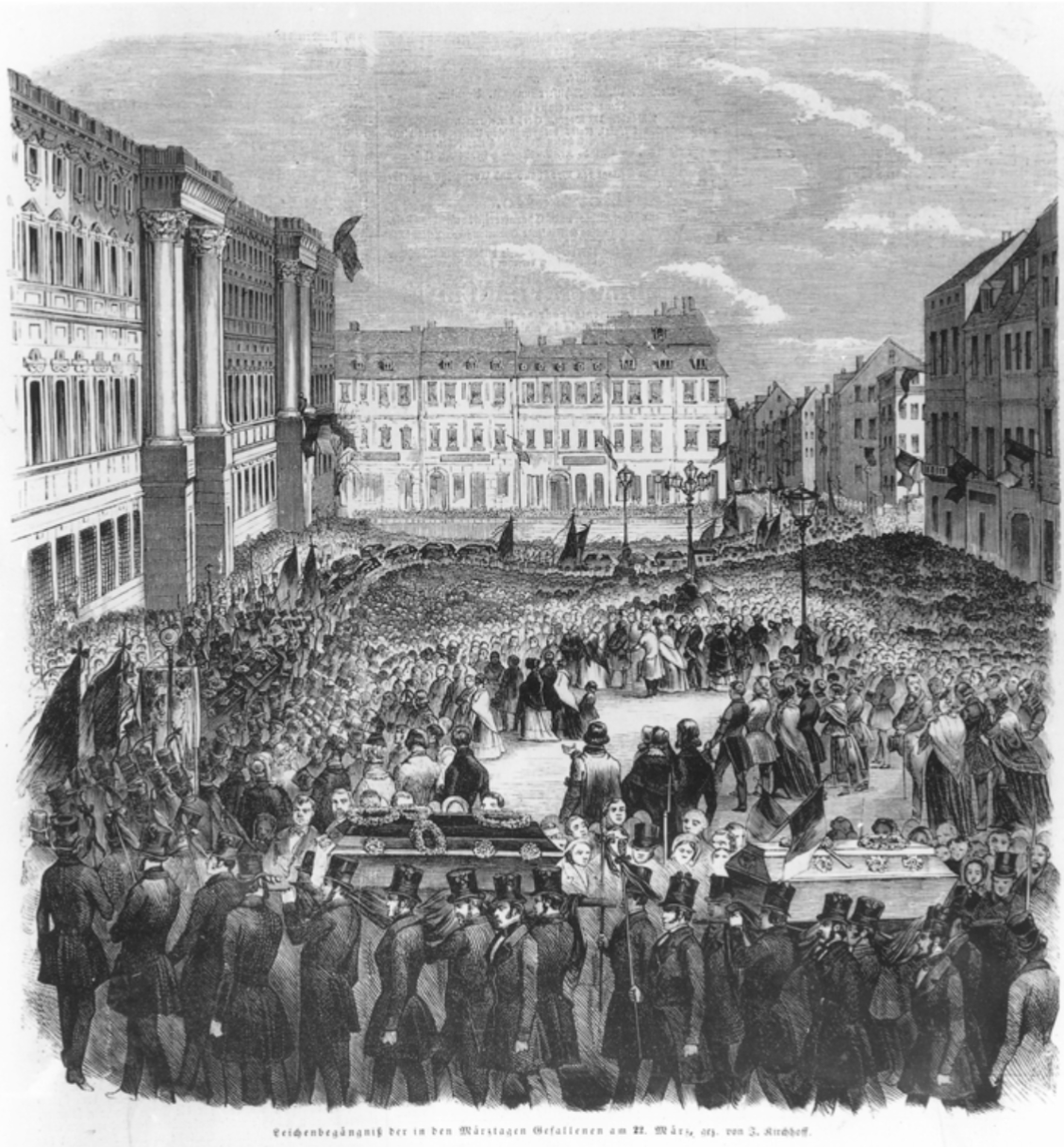
Johann Jakob Kirchhoff, „Leichenbegängniss der in den Märztagen Gefallenen am 22. März“, in: Leipziger Illustrirte Zeitung vom 15. April 1848

Françoise Forster-Hahn hält die Entscheidung Menzels, die Morgenstunden kurz vor der offiziellen Zeremonie festzuhalten, für ein Indiz der politischen Unentschiedenheit des Künstlers. Die Abbildung eines morgendlichen Zeitpunktes ermöglichte es ihm, eine weniger auf die Särge beziehungsweise die Revolution konzentrierte Menschenmenge darzustellen. Im Vergleich dazu, so Françoise Forster-Hahn, beschwört eine Zeichnung des Trauerzuges von Johann Jakob Kirchhoff in der Leipziger Illustrirten Zeitung vom 15. April 1848 eine geschlossene Einigkeit der Versammelten.

### Möglicher Arbeitsabbruch
Die nicht kolorierte linke untere Ecke des Bildes wird in der Forschung meist als Indiz dafür gedeutet, dass Menzel die Arbeit am Gemälde abbrach. Diskutiert wird dabei vor allem, ob dafür politische Enttäuschungen oder eher ästhetische Probleme verantwortlich waren. Laut With habe Menzel zunächst noch erwartet, dass der gemeinsam auf den Barrikaden errungene Sieg eine zukünftige Annäherung zwischen Adel, Bürgertum und Proletariat bewirken würde. Angesichts des weiteren Verlaufs der Revolution habe sich diese Hoffnung dann allerdings spätestens im September 1848 als Illusion erwiesen. Auch Françoise Forster-Hahn bringt die Arbeitseinstellung mit politischer Erbitterung in Zusammenhang, denn der dargestellte Gendarmenmarkt wurde bereits im November 1848 zu einem Schauplatz für das sich abzeichnende Ende der Revolution: General Wrangel besetzte den Platz, und die im Schauspielhaus tagende preußische Nationalversammlung musste ihre Sitzungen in Berlin beenden. Außerdem sei vor dem Hintergrund der politischen Verhältnisse die Wahrscheinlichkeit gesunken, das Gemälde öffentlich präsentieren zu können.
Paret sieht hingegen die wahrgetreue visuelle Schilderung als entscheidenden Grund dafür, dass Menzel das Bild nicht vollendete: Während sich die Figuren im mittleren Vordergrund nicht zufällig eher statisch und weniger kommunikativ zu verhalten scheinen, sind bei den Akteuren auf der rechten Bildseite viel stärker Bewegungen und Gespräche angedeutet. Menzel sei es nicht gelungen, den historisch korrekt gezeigten Widerspruch zwischen „feierliche[m] Ernst“ und der „große[n] Erregung“ überzeugend in Einklang zu bringen. Zudem störe die individuelle Ausgestaltung einiger Figuren ihre Integration in eine einheitlich wirkende Menschenmenge. Diese ästhetischen Probleme hätten Menzel frustriert und daher die Arbeit an dem Bild einstellen lassen. Busch zufolge beendete Menzel keineswegs seine Arbeit an dem Bild aus politischer Enttäuschung: Die Aufbahrung der Märzgefallenen hing immerhin in Menzels Atelier. Auch seine für den privaten Gebrauch verwendeten Gemälde Balkonzimmer und Schlafzimmer blieben in einem ähnlichen Zustand. Als in der Öffentlichkeit wenig anerkannte Ölskizze schienen die Chancen eines Verkaufs gering. Der amerikanische Kunsthistoriker Michael Fried meint, dass Menzel die Arbeit abgebrochen habe, da er mit der verschwommenen fleckhaften Darstellung der 183 Särge unzufrieden gewesen sein könnte. Folglich sei das Bild nicht den vielen individuellen Schicksalen der Märzgefallenen gerecht geworden. Unklar ist auch der genaue Zeitpunkt der Signierung beziehungsweise der Aufgabe des Bildes. Nach Ansicht von Detlef Hofmann könnte die Signatur noch im Jahr 1848 entstanden sein, da diese eine konkrete Jahreszahl angibt („Ad. Menzel 1848“). Dieser Interpretation widerspricht Fried, da nicht selbstverständlich sei, wann Menzel die Signatur tatsächlich auftrug.
Die Meinung einer Unabgeschlossenheit des Bildes ist in der Forschung nicht unwidersprochen geblieben: Die Verwendung einer Künstlersignatur sieht die österreichische Kunsthistorikerin Karin Gludovatz als Beleg für eine Fertigstellung des Bildes an. Signaturen seien nur bei vollendeten Bildern üblich gewesen. Menzel habe bewusst den Produktionsprozess sichtbar gelassen, um so auf den subjektiven Konstruktionscharakter seines Gemäldes aufmerksam zu machen. Es zeige nicht die Realität, sondern lediglich seine Wahrnehmung und künstlerische Verarbeitung des Ereignisses. Werner Busch argumentiert, dass die Signatur zwar durchaus eine Abgeschlossenheit betonen sollte, durch die Platzierung am unfertigen Rand das Bild jedoch gleichzeitig als nicht vollwertiges Werk ausweisen sollte.

## Provenienz und Äußerung Menzels zum Bild

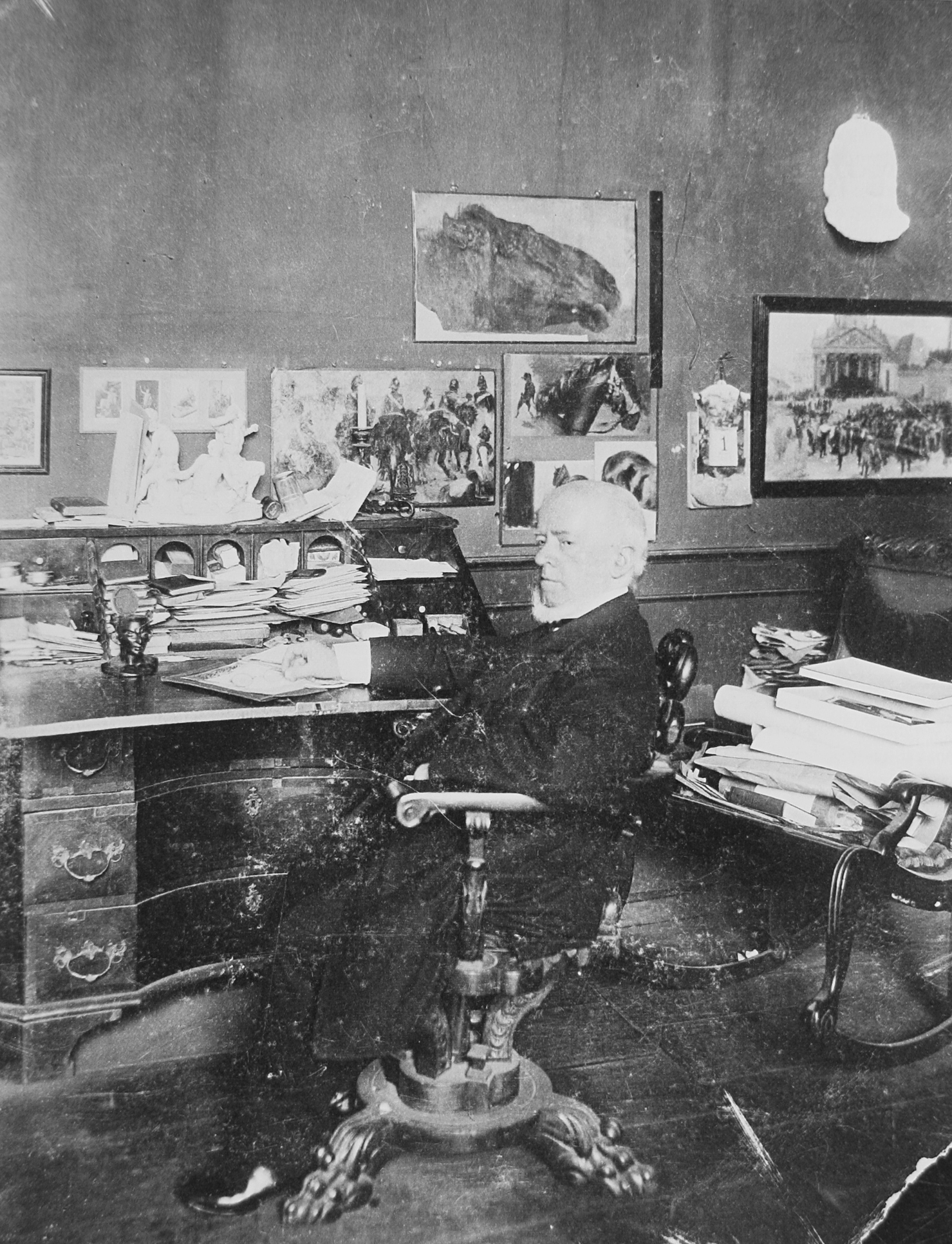
Die zwischen 1890 und 1900 entstandene Fotografie zeigt Menzel in seinem Atelier. Das Gemälde Aufbahrung der Märzgefallenen hängt rechts neben mehreren Pferdestudien an der Wand. Unbekannter Fotograf, Staatliche Museen Berlin, Zentralarchiv

Die Aufbahrung der Märzgefallenen blieb zunächst im Atelier des Künstlers, wo es nur wenige Gäste wie der Maler Alexander von Ungern-Sternberg zu Gesicht bekamen. Folglich spielte das Bild in der öffentlichen Wahrnehmung anders als Revolutionsgemälde wie Eugène Delacroixs Die Freiheit führt das Volk keine Rolle. Der genaue Standort des Bildes in Menzels Atelier lässt sich unter anderem dank einer Fotografie präzise rekonstruieren. Es hing nahe einer Tür, links davon reihten sich mehrere Pferdestudien aneinander. Auch sie nahmen teilweise, wie vermutet wird, auf die Revolution von 1848 Bezug: Als Vorlage verwendete Menzel im April 1848 nämlich abgeschlagene Pferdeköpfe aus einer Berliner Schlachterei. Die Studien thematisieren somit wie das Aufbahrungsbild gewaltsam zu Tode gekommene Körper. In Menzels Atelier befand sich rechts von der Aufbahrung der Märzgefallenen seine Skizze Friedrich der Große in Lissa: Bonsoir, Messieurs!.
Aus Anlass von Menzels 80. Geburtstag 1895 stellte die Berliner Akademie der Künste das Bild erstmals aus. 1896 folgte eine Präsentation in der Menzel-Ausstellung der Hamburger Kunsthalle. Kurz vor der Jahrhundertwende wurde das Bild für eine Schweizer Privatsammlung aufgekauft. Käufer war der Seidenfabrikant und Kunstfreund Gustav Henneberg, welcher in Zürich 1897 eine eigene Galerie ins Leben rief. Er zeigte sich an mehreren Hauptwerken Menzels interessiert, darunter die Aufbahrung der Märzgefallenen und Friedrich der Große in Lissa: Bonsoir, Messieurs.
1902 gelang dem Direktor der Kunsthalle, Alfred Lichtwark, die Eingliederung des Bildes in die Hamburger Sammlung. Der Direktor hatte auch die Gelegenheit, den Maler über das Bild zu befragen. Dieser antwortete ihm, er „wäre mit Herzklopfen und hoher Begeisterung für die Ideen, in deren Dienst die Opfer gefallen [sind] an die Arbeit gegangen, aber ehe es fertig gewesen wäre, hätte er gesehen, dass alles Lüge oder dummes Zeug gewesen wäre. Daraufhin hätte er das Bild mit dem Gesicht gegen die Wand gestellt und in seinem Ekel keine Hand mehr daran legen mögen“.
Menzels Distanzierung von dem Bild wird von Kunsthistorikern wie Helmut Börsch-Supan kritisch hinterfragt: Das Interview fand immerhin 54 Jahre nach der Entstehung des Gemäldes statt. Zu diesem Zeitpunkt hatte Kaiser Wilhelm II. den Künstler bereits zum Ritter des Schwarzen Adlerordens ernannt. In den gehobenen Kreisen des kaiserzeitlichen Berlins genoss er eine Reputation, welche er mit einem zu offensichtlichen Bekenntnis zur Revolution von 1848 gefährdet hätte. Gegen eine Abneigung Menzels seinem Bild gegenüber spricht ebenfalls die Fotografie von Menzels Atelier in der Berliner Sigismundstraße, welche das Gemälde an der Wand hängend zeigt. Keisch sieht Menzels Kommentar als eine Ablehnung weiterer sozialer Unruhen: Mit Blick auf Ereignisse wie den Berliner Zeughaussturm vom 14. Juni 1848 habe Menzel seine Position zur Revolution überdacht. Als Beleg führt er einen Brief Menzels vom September 1848 an, in welchem er die aktuelle politische Entwicklung bewertete: „Zur (gerechten) Indignation über Oben ist nun nur die Indignation über Unten gekommen“. Auch Fried meint, dass Menzel „als typischer Liberaler sich vor allem der Bourgeoisie verbunden fühlte und angesichts der Bereitschaft der Arbeiter, Gewalt anzuwenden“ von der Revolution abwandte.

## Einordnung

### Bedeutung für Menzels Werk

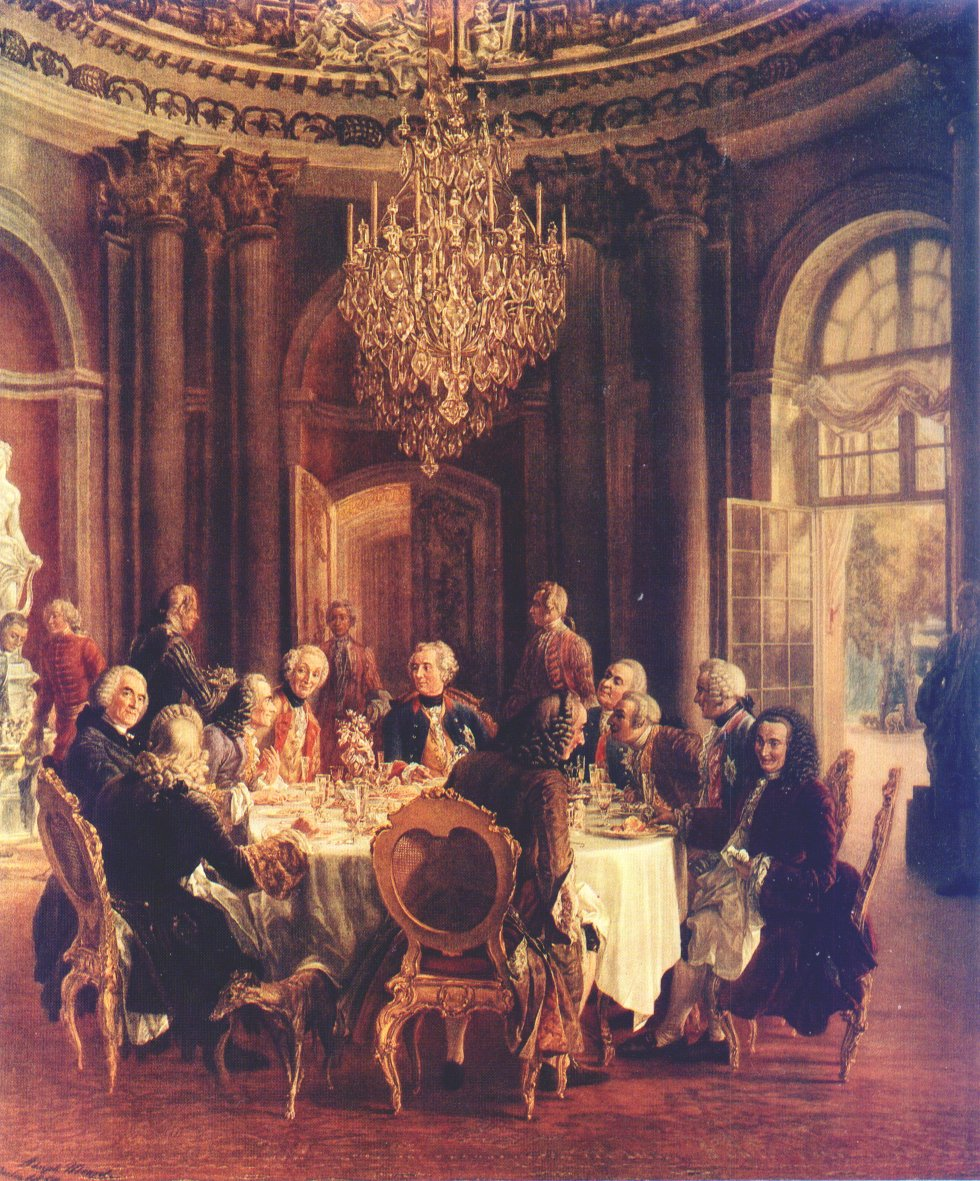
Tafelrunde in Sanssouci, 1850
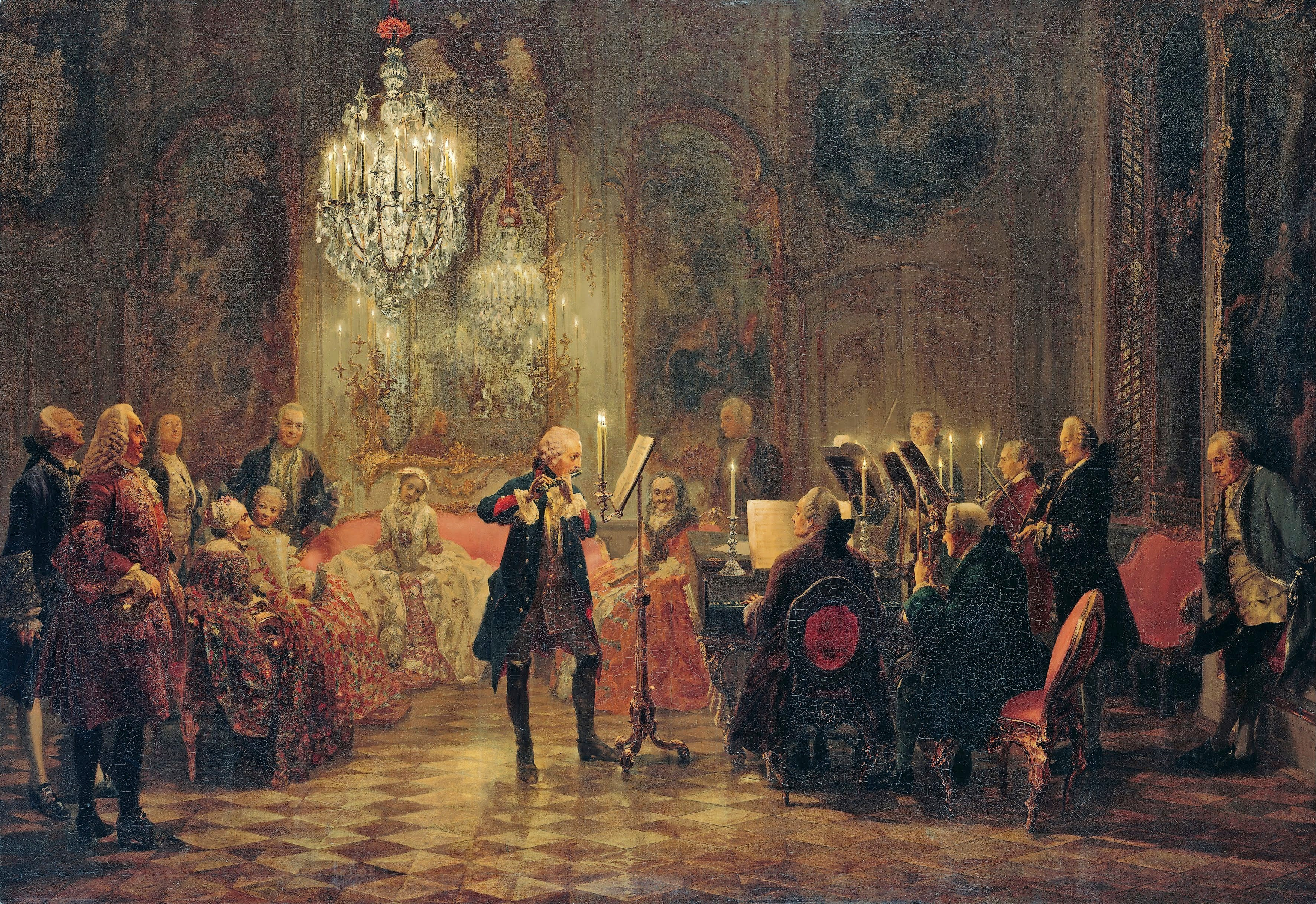
Flötenkonzert Friedrichs des Großen in Sanssouci, 1852

Menzels Malerei wandte sich nach seiner Arbeit an der Aufbahrung der Märzgefallenen erneut Friedrich dem Großen zu und begann mit Vorarbeiten zu den Gemälden Tafelrunde in Sanssouci und Flötenkonzert Friedrichs des Großen in Sanssouci. Die genauen Gründe für diese Interessensverschiebung werden in der Forschung diskutiert. Laut dem Kunsthistoriker Gisold Lammel wollte Menzel in dem längst verstorbenen preußischen Herrscher einen Monarchen sehen, der den Wünschen des Volkes entgegengekommen sei. Eine vom Volk angestoßene Reformierung der Staatsordnung wurde hingegen unrealistischer. Der Kunsthistoriker Hubertus Kohle kommt zu einem ähnlichen Ergebnis. Menzel schätzte König Friedrich Wilhelm IV., der als Monarch für die Eskalation der Gewalt im März 1848 verantwortlich war, als einen schwachen Herrscher ein und setze dem folglich das Ideal des heroischen Königs der Aufklärungszeit gegenüber. Er betont gleichzeitig auch Kontinuitäten: Die „Aufbahrung der Märzgefallenen“ sei als ein „Vorgriff auf die Eigenarten der Friedrich-Bilder“ zu verstehen, denn bereits das Aufbahrungsbild stelle „einen eher marginalen, wenig fruchtbaren Moment“ dar. Es werde nicht der dramatische Höhepunkt des Ereignisses selbst, sondern das Geschehen davor oder danach thematisiert.

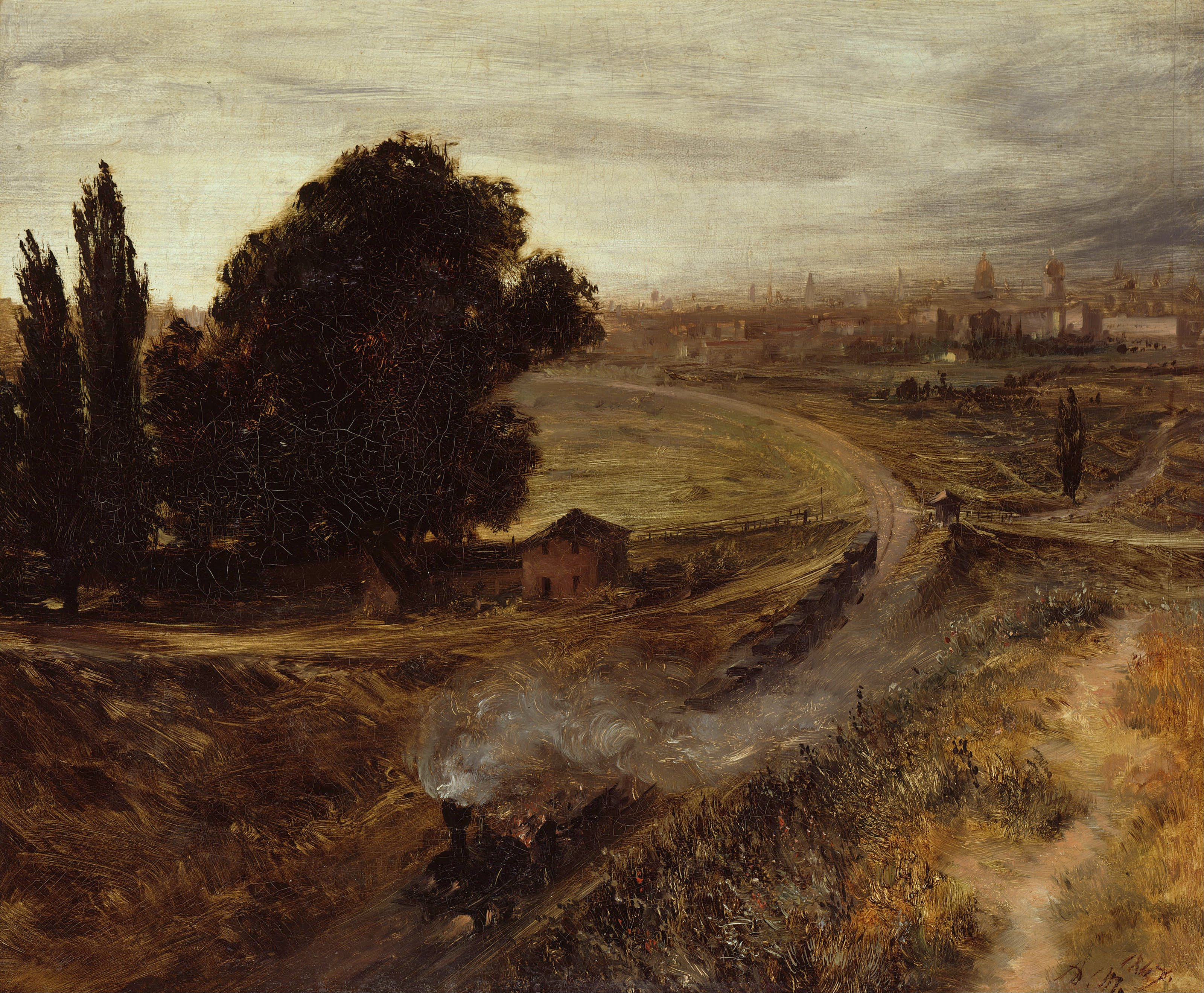
Die Berlin-Potsdamer Bahn, 1847
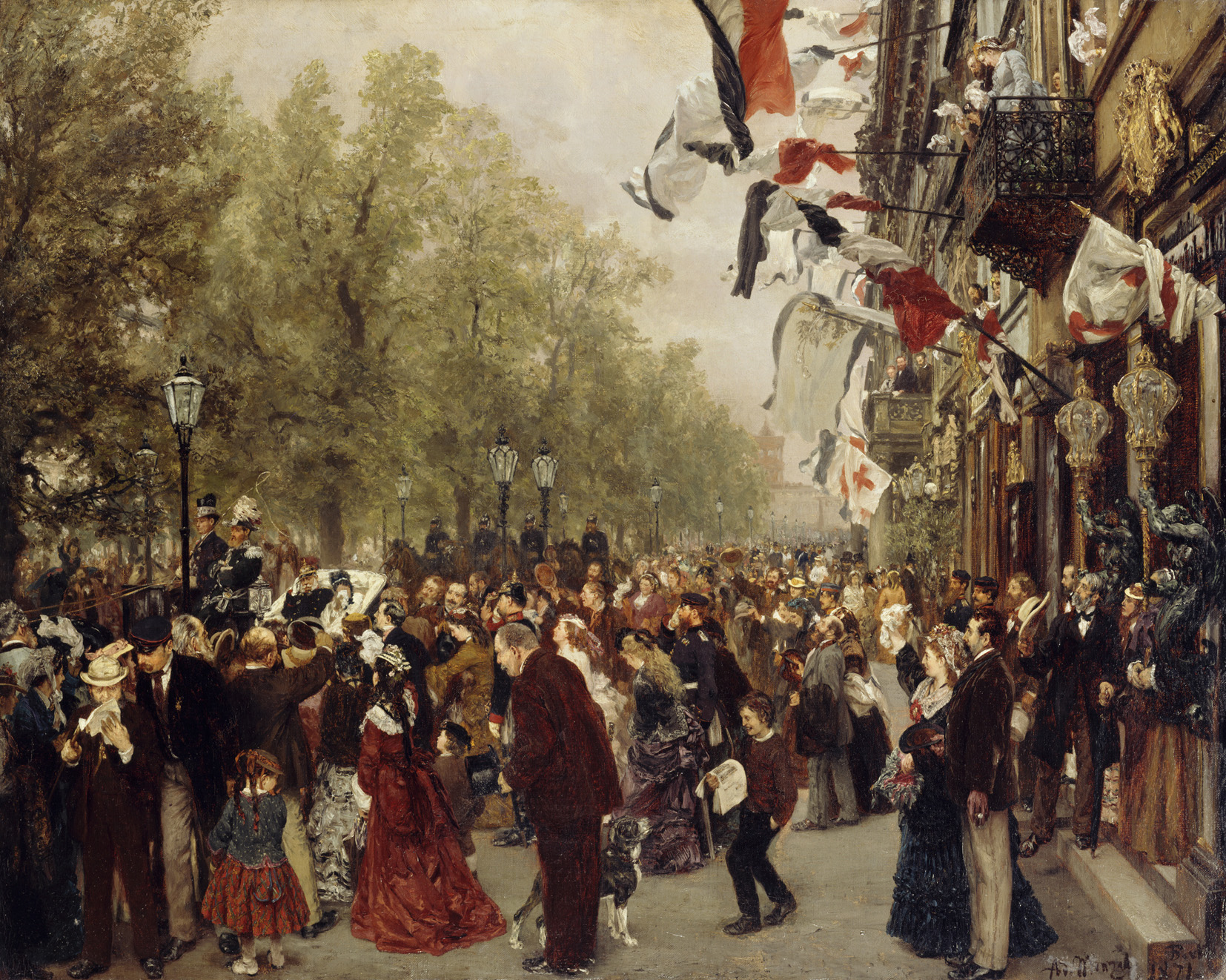
Abreise König Wilhelms I. zur Armee am 31. Juli 1870, 1871
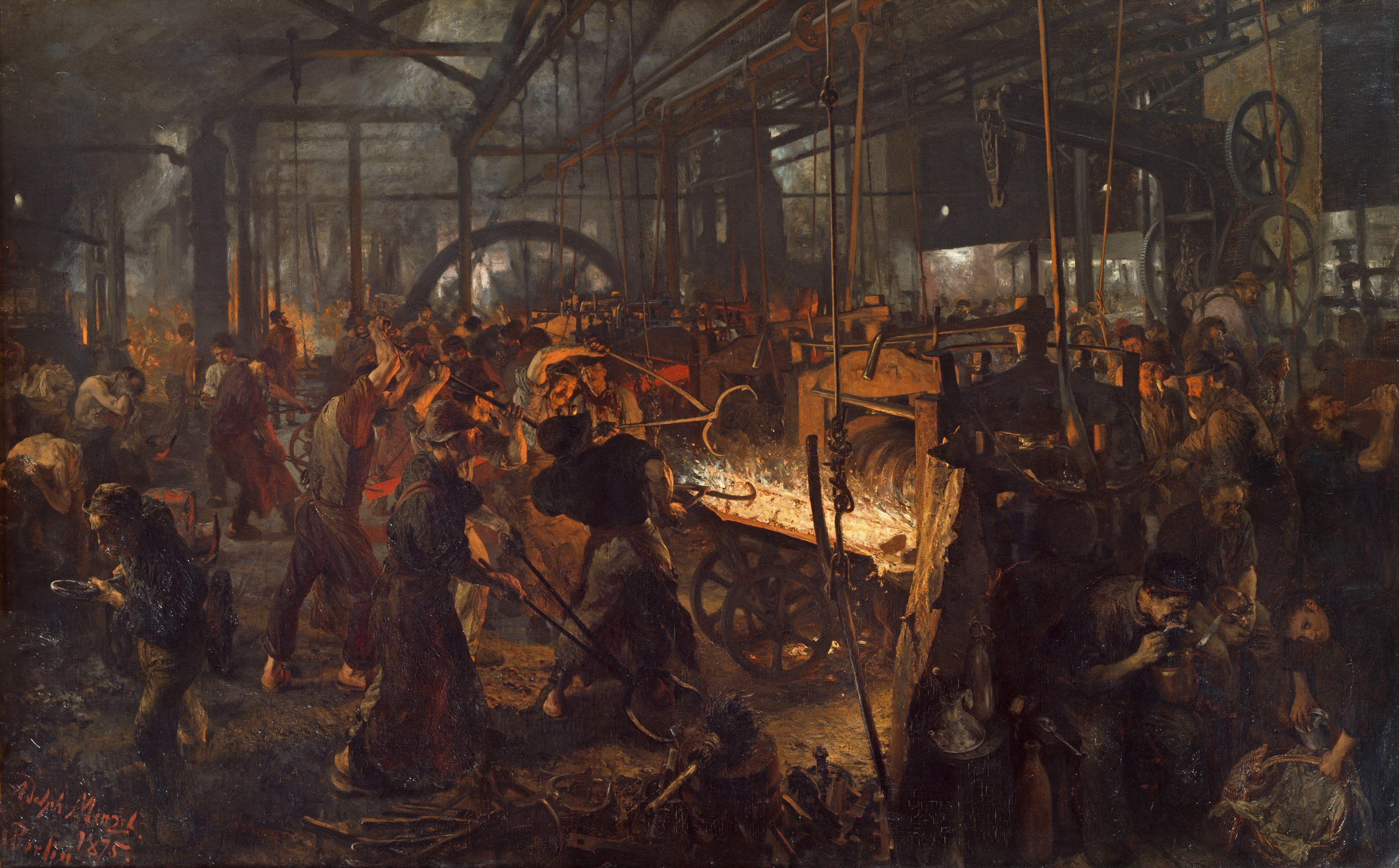
Eisenwalzwerk, 1875

Die Aufbahrung der Märzgefallenen war Menzels erster Beitrag zu einer „Historienmalerei der Gegenwart“. Auch seine Berlin-Potsdamer Eisenbahn von 1847, Die Abreise Wilhelms I. aus Berlin im Juli 1870 und das Eisenwalzwerk von 1875 können zeitgenössischen Themen zugeordnet werden. Diese Bilder nehmen entweder auf moderne städtische Räume oder Gesellschaftsausschnitte Bezug. Zum Teil setzen sie sich – wie die Aufbahrung der Märzgefallenen – mit großstädtischen Menschenmengen auseinander, welche Ordnungsstrukturen und soziale Hierarchien negieren. Menzel hat nach Meinung von Keisch diese in dem Märzgefallenenbild angelegte Darstellung noch etwa 50 Jahre lang weiterentwickeln können. So gehe beispielsweise der preußische Monarch in dem Gemälde Abreise König Wilhelms I. zur Armee am 31. Juli 1870 in der Menschenmenge unter und trete nicht als Hauptfigur in Erscheinung. Bedeutend für Menzels Werk ist die Aufbahrung der Märzgefallenen noch aus einem weiteren Grund: Menzel erprobte hier erstmals eine Ansicht, bei welcher die Vordergrundfiguren gleichzeitig aus der Nähe und einem erhöhten Standpunkt aus betrachtet werden. Dadurch musste er eine perspektivische Verzerrung berücksichtigen und die Körper von oben nach unten verkürzend darstellen. Die Köpfe der Vordergrundfiguren scheinen sich somit räumlich weiter vorne zu befinden als die Füße. Es entsteht der Eindruck, als würden sich die Vordergrundfiguren vom Platz entfernen wollen und aus dem Bild in den Betrachterraum streben.

### Opposition zum Historienbild

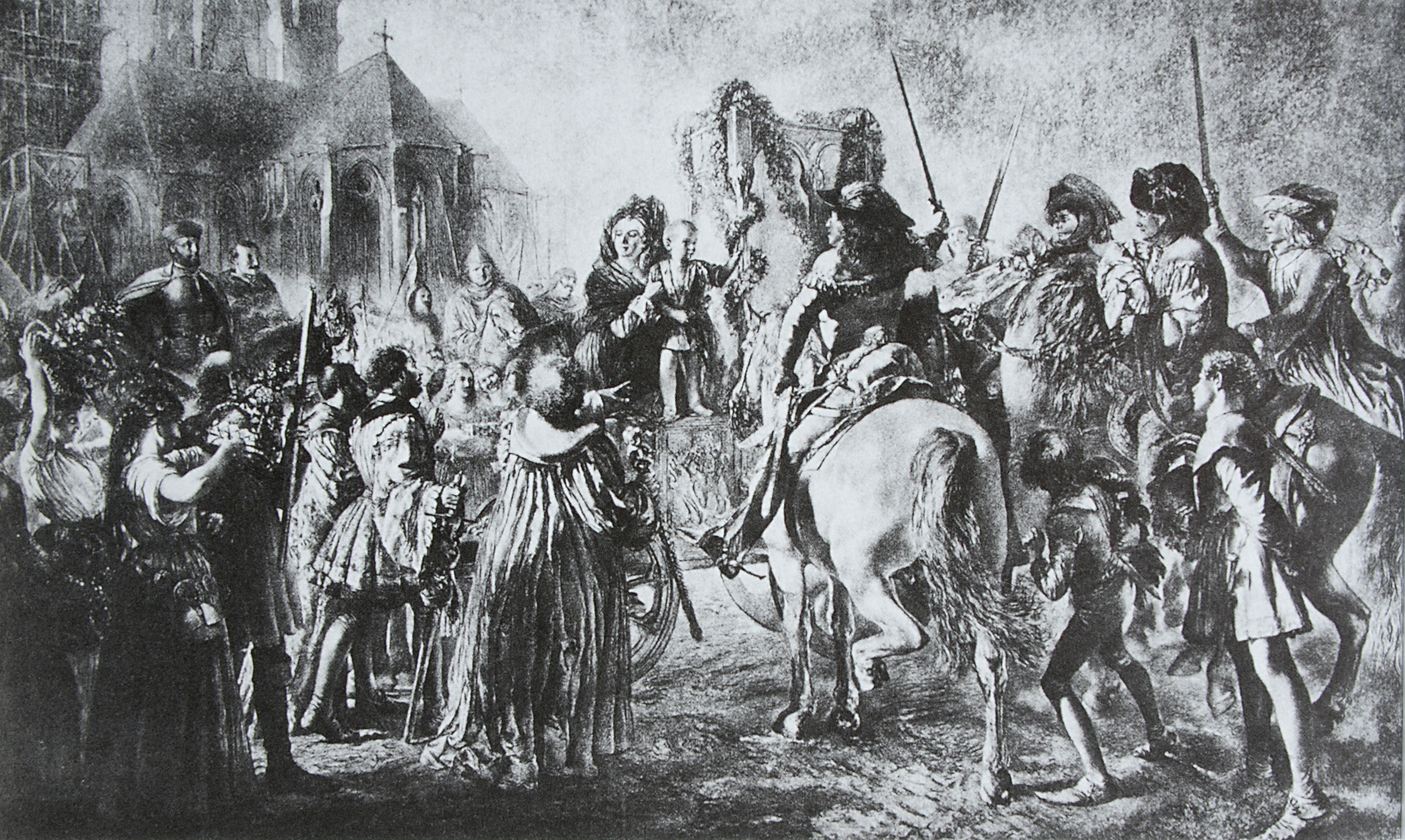
Adolph Menzels Kasseler Karton. Der Einzug von Sophie von Brabant in Marburg mit ihrem Sohne Heinrich des nachmaligen Landgrafen in Hessen im Jahre 1248, 1847/1848, Kreide und Kohle, ehemals im Kaiser-Friedrich-Museum in Magdeburg ausgestellt, 1945 kriegszerstört

Eine Gattungszuordnung der Aufbahrung der Märzgefallenen erweist sich als schwierig. Das Bild kann nach Meinung von Karin Gludovatz nicht der Historienmalerei zugesprochen werden, denn es bezieht keine klare Position zu dem historischen Ereignis. Die Aufbahrung der Märzgefallenen könne einerseits als Ausdruck der Ehrerweisung gegenüber den Aufständischen interpretiert werden. Andererseits verzichte das Gemälde auf eine Verklärung des Kampfes. Es unterscheidet sich auch von anderen Revolutionsbildern, da es die Opfer in den Fokus rückt und damit keine Erzählung der nationalen Identität stützt. Die Aufbahrung der Märzgefallenen war nicht Menzels erstes Historienbild, welches die traditionellen akademischen Regeln unterlief. Das sogenannte Kasseler Karton entstand bereits 1847/1848 in Kassel und stellt den Einzug der Herzogin von Brabant in Marburg dar. Die zentrale Figur der Szene, der Dynastiegründer des Hauses Hessen, sticht jedoch nicht aus der versammelten Menge hervor. Die für Historienbilder charakteristische Handlungserzählung eines Helden wird auf diese Weise gestört.
Laut Susanne von Falkenhausen existiert auch in dem Aufbahrungsbild weder eine eindeutig zu identifizierende Haupthandlung noch eine Hauptperson. Im kompositorischen Zentrum – dort, wo üblicherweise die zentrale Figur wirkt – befindet sich eine menschenleere Bodenfläche. Der Sarg, der dorthin getragen wird, scheint sich in der Weite bis zum Deutschen Dom zu verlieren. Der amerikanische Kunsthistoriker Albert Boime wertet die Leerstelle als ein Mittel, mit dem Menzel einen Gegensatz zwischen der Menschenmenge und der Haupthandlung – den aufgebahrten Särgen – konstruiert. Auch die im Bild angedeuteten Bewegungen würden nicht alle auf die Särge verweisen, sondern darauf abzielen, den Eindruck einer zufällig erscheinenden Wirklichkeit zu erwecken. Zu einer ähnlichen Bewertung des Bildes gelangt auch der deutsche Kunsthistoriker Detlef Hoffmann: Menzel wolle mit seiner fotografisch anmutenden Darstellung vieler, auch unwichtiger Details – die vom Hauptgeschehen ablenken – veranschaulichen, „wie sich auch große historische Momente in Zufälligkeiten auflösen“. Dies sei ganz im Sinne der Malerei des Realismus gewesen.

### Bedeutung als Revolutionsbild

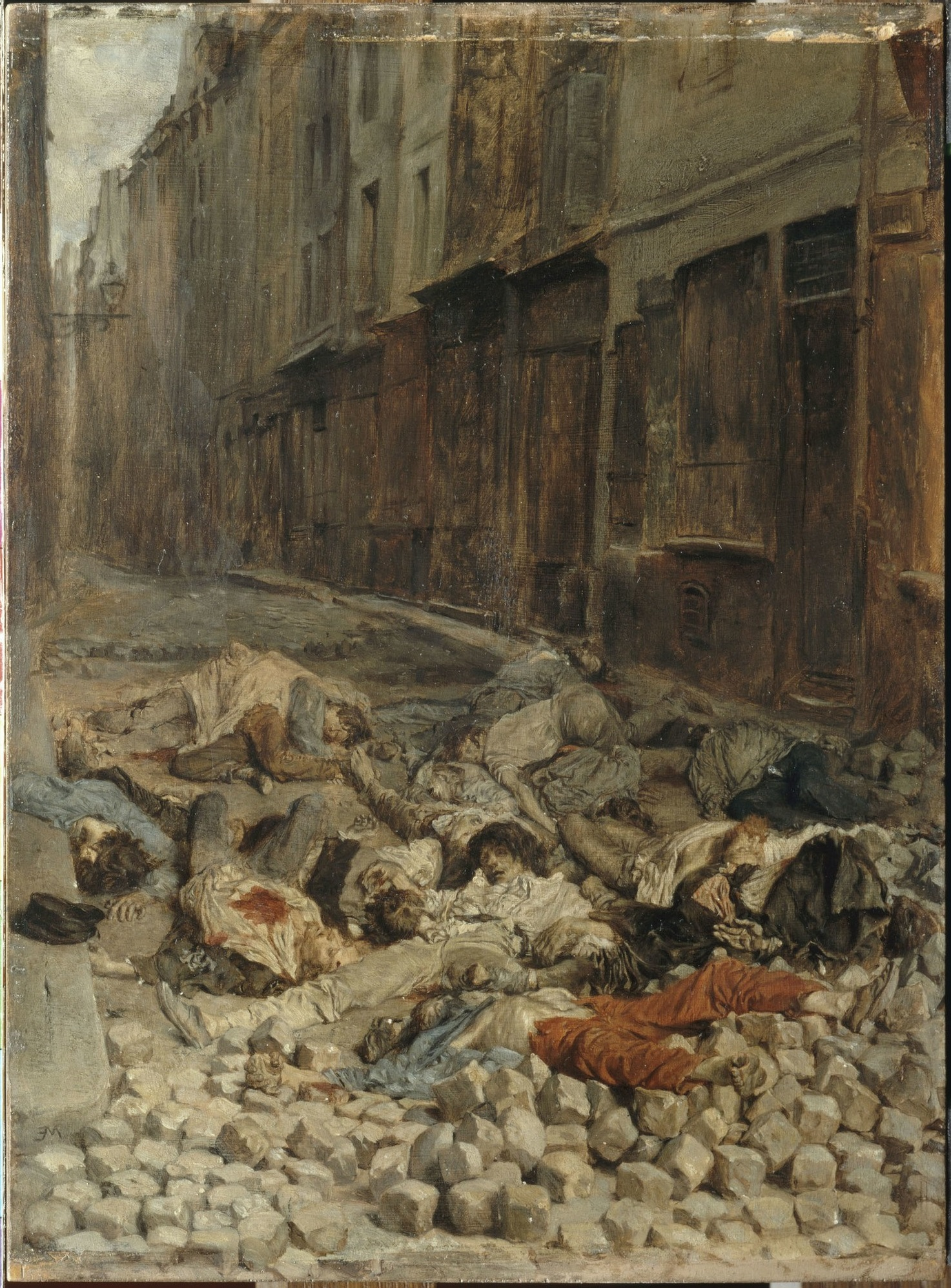
Ernest Meissoniers Barrikade in der Rue de la Mortellerie, um 1850
Jacques-Louis Davids Schwur im Ballhaus, 1791
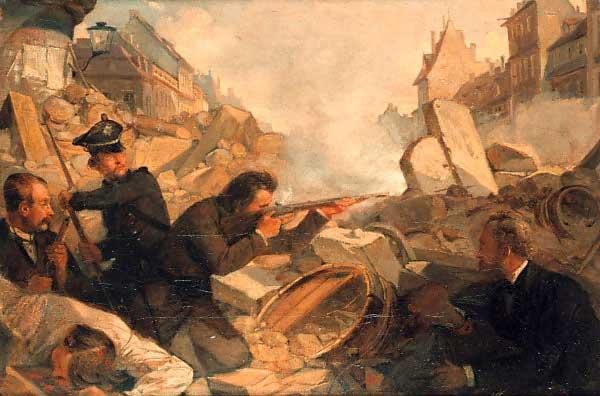
Julius Scholtzs Barrikadenkampf im Mai 1849, 1849

Jost Hermand stuft die Aufbahrung der Märzgefallenen als das „bedeutendste Bild der deutschen Revolution von 1848“ ein. Es handle sich um ein Bild, welches ganz im Sinne der Malerei des Realismus festhalte, was Menzel als Augenzeuge des Ereignisses tatsächlich gesehen habe. Das Gemälde zeichne dabei „weniger die Hoffnung auf einen möglichen Sieg [der Revolution] als die Trauer um Verlorenes“ aus. Der nach Meinung von Jost Hermand unfertige Zustand habe das Bild zu einem „aufrüttelnden Mahnmal“ werden lassen. Es rufe dazu auf, die noch fehlgeschlagene Revolution von 1848 in der Zukunft erfolgreicher zu verwirklichen. Die in dem Gemälde formulierte radikal ungeschönte „Zeitzeugenschaft“ hält Verena Hein für einmalig in Deutschland beziehungsweise charakteristisch allein für Menzel. Ein derartiges Phänomen lasse sich sonst vor allem bei französischen Malern wie Ernest Meissonier beobachten. Dessen Barrikade in der Rue de la Mortellerie zeige die bei der Revolution getöteten Zivilisten allerdings deutlich schonungsloser als Menzel. Die Aufbahrung der Märzgefallenen zeigt keine Leichen. Die Särge sind geschlossen. Nach Einschätzung des Kunsthistorikers Claude Keisch verunklart Menzel auf diese Weise eine politische Positionierung. Wolfgang Kemp wertet das Revolutionsbild als „bezeichnend für die deutschen Verhältnisse“. Die Menschenmenge ist, so Kemp, durch das Trauerritual gebändigt und tritt nicht als ein handelnder Akteur auf.
Neben der Aufbahrung der Märzgefallenen existieren nur wenige Bilder bedeutender deutscher Künstler, die auf die Revolution von 1848 referieren. Dazu gehören beispielsweise der Totentanz von Alfred Rethel und der Barrikadenkampf im Mai 1849 von Julius Scholtz. Werner Busch vergleicht die Aufbahrung der Märzgefallenen mit dem „Schwur im Ballhaus“ von Jacques-Louis David. Das Werk thematisiert ebenso wie Menzels Bild ein Ereignis, welches zu seinem Entstehungszeitpunkt noch nicht lange zurücklag. Es wird ein Moment der Französischen Revolution dargestellt: Die Abgeordneten des Dritten Standes geloben im Ballhaus von Versailles nicht auseinanderzugehen, bevor sie Frankreich eine Verfassung gegeben hätten. Das Gemälde hat David nie vollendet, da viele der auf dem Bild zu sehenden Persönlichkeiten kurz darauf der Guillotine zum Opfer fielen. Durch die veränderten politischen Verhältnisse schien das Thema an Relevanz und Angemessenheit verloren zu haben. Ähnliches gälte laut Busch auch für Menzels Aufbahrung der Märzgefallenen. Erst mit großem zeitlichen Abstand zu den Geschehnissen hätten sowohl Davids als auch Menzels Revolutionsbild ihre ursprüngliche historische Bedeutung zurückgewonnen.
Die Aufbahrung der Märzgefallenen stand vor allem zur Zeit des Deutschen Kaiserreiches im Schatten der Friedrich-Bilder Menzels. Während der preußische König aus dem 18. Jahrhundert als Wegbereiter zum deutschen Nationalstaat umgedeutet wurde und Menzels Königsbilder entsprechend populär wurden, schien die Erinnerung an die Revolution von 1848 zu verblassen. Erst nach dem Zweiten Weltkrieg nahm das Interesse an dem Bild zu. Zum einen lag dies an einer politischen Rehabilitierung der Revolution von 1848 als Thema. Zum anderen passte das Bild zu dem Trend eines in den 1970er Jahren neu aufkommenden Realismusstils. In der kollektiven Erinnerung an die Begräbniszeremonie vom 22. März 1848 kommt dem Aufbahrungsbild inzwischen eine Schlüsselrolle zu. Der amerikanische Historiker Peter Paret meint, dass ohne Menzels Gemälde heute „die gemeinschaftsstiftenden und politischen sowie die menschlichen Züge der Feier“ unterschätzt werden würden. Die Aufbahrung der Märzgefallenen inspirierte 1953 den Leipziger Maler Bernhard Heisig zu mehreren gleichnamigen Zeichnungen und Lithografien. Vorlage für den DDR-Maler war dabei nicht Menzels Original in der Hamburger Kunsthalle, sondern eine fotografische Reproduktion des Bildes. Wie Menzel zeigt auch Heisig in einer Bleistiftzeichnung die Beförderung der Särge auf den Berliner Gendarmenmarkt. Anders als bei Menzel versammelt sich die Menge jedoch um einen einzelnen Sargkarren. Die aus der Nähe gezeigten Figuren scheinen im Vergleich zu denjenigen in Menzels Gemälde einen größeren Anteil am Schicksal des Märzgefallenen zu nehmen. Die US-amerikanische Kunsthistorikerin April Eisman hält die Bilder für eine Reaktion auf den Aufstand vom 17. Juni 1953 in der Deutschen Demokratischen Republik. Da ein öffentliches Trauern um die bei dem Protest getöteten Bürger verboten war, habe Heisig stellvertretend ein länger zurückliegendes Ereignis thematisiert.
Die Aufbahrung der Märzgefallenen fand auch Einzug in Schulbücher und Geschichtsatlanten, wobei es häufig zur Illustration des revolutionären Lagers genutzt wird. Der Kunsthistoriker Andreas Köstler kritisiert eine solche Verwendung. Das Bild sei politisch zu unbestimmt und zu unvollendet, um als „Abbild […] eines historischen Ereignisses“ geeignet zu sein. So macht Köstler darauf aufmerksam, dass die auf den Treppenwänden des Schauspielhauses niedergelassenen Figuren den Eindruck erwecken, als gäbe es keine freien Flächen mehr auf dem Platz. Tatsächlich weist der von Menzel dargestellte Gendarmenmarkt aber eine große Lücke in direkter Nähe zu den aufgebahrten Särgen auf. Für den Kunsthistoriker ist Menzels Gemälde ein „Stellvertreterbild des an mangelnder Entschiedenheit gescheiterten Berliner Revolutionsversuchs“. Zu einer ähnlichen Beurteilung kommt auch Hubertus Kohle: Menzel habe einen sozialen Gegensatz zwischen dem Bürgertum und den „unteren Klassen“ im Bild festgehalten: Während erstere eine feierliche Haltung annehmen, würden letztere lebhafter miteinander debattieren und gestikulieren. Diese Uneinigkeit habe auch entscheidend zum Fehlschlagen der Revolution beigetragen.

### Deutung einzelner Figuren

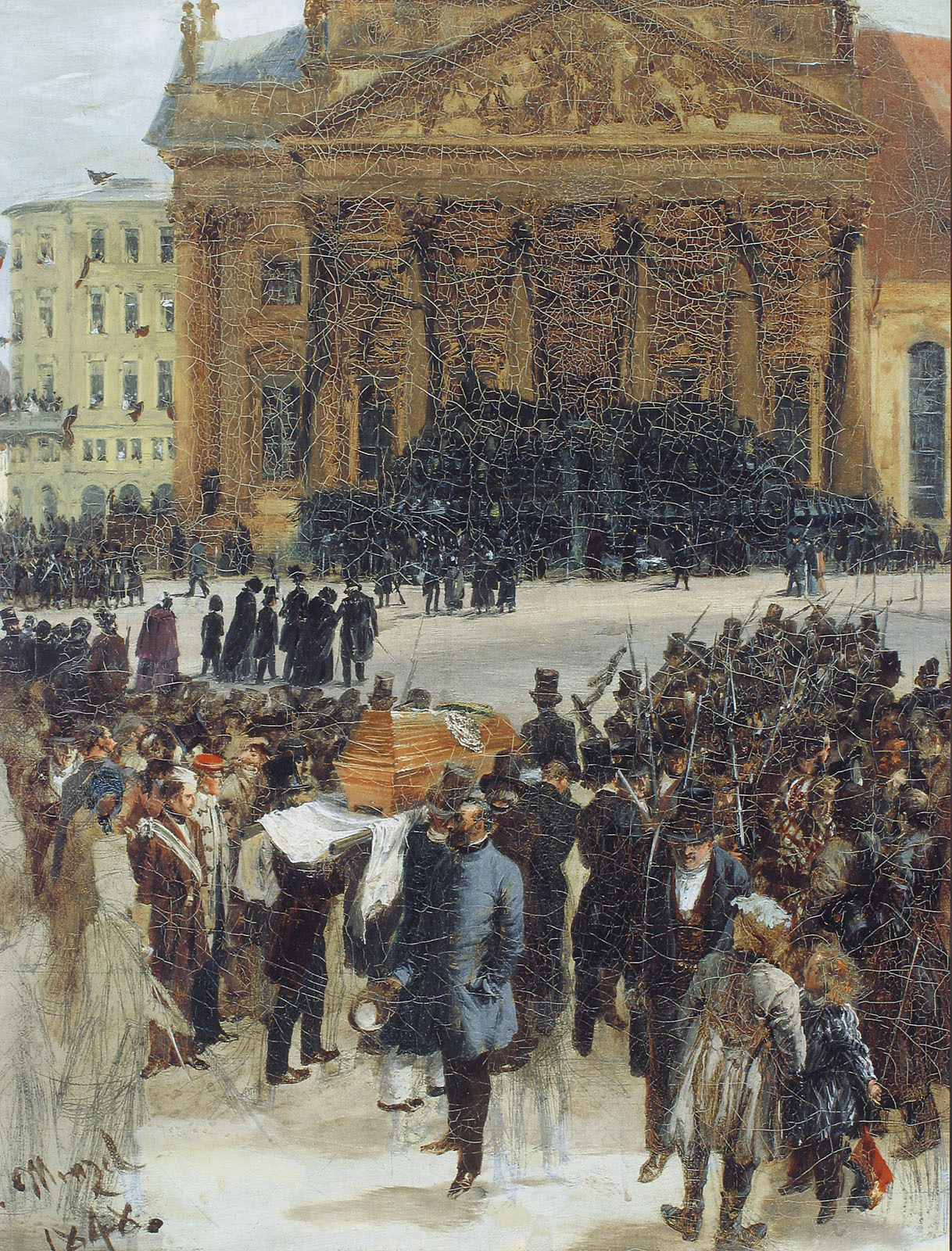
Die Szene des hutziehenden Herrn (zentraler Vordergrund), Bildausschnitt aus der Aufbahrung der Märzgefallenen

In der Forschung gilt die soziale Zugehörigkeit der Figur, die vor dem Sarg steht und ihren Hut zieht, als strittig. With hält sie für einen Repräsentanten des Adels und Anhänger des preußischen Königs. Paret stuft sie dagegen als einen „Gebildeten und wirtschaftlich Saturierten“ ein. Es handle sich um einen Befürworter des Barrikadenkampfes und liberal gesinnten Bürger. Dem schließt sich auch Gludovatz an. Die Figur sei als ein Vertreter des Bürgertums anzusehen. Nach ihrer Meinung zeigt die Figur ebenso wie das Bürgertum eine ambivalente Haltung zur Revolution. Das Hutziehen könne einerseits als grüßendes Zeichen gegenüber dem Bürgerwehrmann interpretiert werden. Dies würde eine politische Zustimmung zum Ausdruck bringen. Andererseits erinnere die Szene an den preußischen König. Friedrich Wilhelm IV. selbst war auf Druck der versammelten Menschenmenge dazu gezwungen, sein Haupt vor den auf den Hof des Berliner Stadtschlosses getragenen Särgen der Märzgefallenen zu entblößen. Der Monarch erwies mit der Geste ähnlich wie die genannte Figur in Menzels Bild zwar den Revolutionären die Ehre. Dieser Akt geschah jedoch nicht aus Überzeugung. So lässt Menzel die Figur halbherzig abgewendet zu der eigentlichen Handlung stehen. Gleichzeitig belässt der Herr seine linke Hand in der Tasche, was Paret als eine Respektlosigkeit deutet: Menzel könnte damit auf die eigentliche ablehnende Haltung der Figur angespielt haben. Boime sieht in der Figur einen Offizier, der in ziviler Kleidung an der Zeremonie teilnimmt. Der Kunsthistoriker begründet seine Zuordnung mit einer militärisch-aristokratisch wirkenden Körperhaltung und hervorstechend vornehmen Kleidung der Figur. Sie scheint sich genau in die entgegengesetzte Richtung zu jenem Sarg zu drehen, welcher Richtung Deutschen Dom getragen wird. Die durch den Sarg beziehungsweise Märzgefallenen betonte diagonale Achse werde somit von der Figur gestört.
Gludovatz meint, dass Menzel auch sich selbst im Bild positionierte. So berührt seine Künstlersignatur einerseits die trauernden Frauen. Andererseits scheint der gezogene Hut der besonders vornehm gekleideten Figur dem Bürgerwehrsoldaten und der Signatur Respekt zu zollen. Die Huldigung des bewaffneten Bürgers scheine so auch im Sinne Menzels zu sein. Busch hält die obere, auf der Treppe des Schauspielhauses stehengebliebene Figur für zentral. Die Bürgerwehr verwehrt ihr den Zutritt zu den Särgen. Somit bleibt ihr – ebenso wie Menzel als historischem Zeugen des Ereignisses – nur die Möglichkeit des Beobachtens. Von dem eigentlichen Bildgeschehen bleibt die Figur ausgeschlossen.